# Festina Lente (café)
Café Festina Lente is een eetcafé en cultureel trefpunt in de Amsterdamse Jordaan.

## Naam
De naam is afkomstig van de Latijnse uitdrukking festina lente, die 'Haast je langzaam' betekent. Het weerspiegelt het ontspannen karakter van de zaak, als tegenhanger van het gejaagde stadsleven.

## Culturele activiteiten
Sinds de jaren '90 heeft het café zich ontwikkeld tot een culturele ontmoetingsplek, met een kleinschalige maar consistente culturele programmering. In de loop der jaren zijn er diverse literaire avonden, kleinkunstoptredens, pubquizzen, filmvertoningen en exposities georganiseerd. Het café heeft zich met name onderscheiden als locatie voor poëzie- en spoken word-evenementen, waaronder de maandelijkse Poetryslam Amsterdam. Daarmee vervult Festina Lente een belangrijke rol in het Amsterdamse literaire circuit.

## Exterieur
Buiten grenst het terras aan de Looiersgracht. Daar staat ook het bronzen beeld Vaste klant, gemaakt door Albert Zweep. De beeldhouwer dronk op de pof en mocht zijn rekening betalen met dit kunstwerk, geïnspireerd op het verhaal van Simon Carmiggelt. Op de gevel prijkt een muurschildering van Tante Leen, ontworpen door Kamp Seedorf, als eerbetoon aan de Amsterdamse zangeres en ter gelegenheid van de 750e verjaardag van de stad.

## Interieur
Het interieur van Festina Lente is huiselijk en eclectisch, met tweedehands meubels, boekenplanken, bordspellen voor gasten, schilderijen van lokale kunstenaars en andere kunstwerken. Het café staat bekend om zijn huiskamergevoel.

## Publiek
Festina Lente trekt een gemengd publiek van o.a. buurtbewoners, studenten, toeristen, schrijvers, kunstenaars en muzikanten.

## Categorie
Café in Nederland